# Rana chevronta
Rana chevronta é uma espécie de anfíbio da família Ranidae.
É endémica da China.
Os seus habitats naturais são: florestas temperadas, marismas de água doce e marismas intermitentes de água doce.
Está ameaçada por perda de habitat.